# Porto do Arsenal

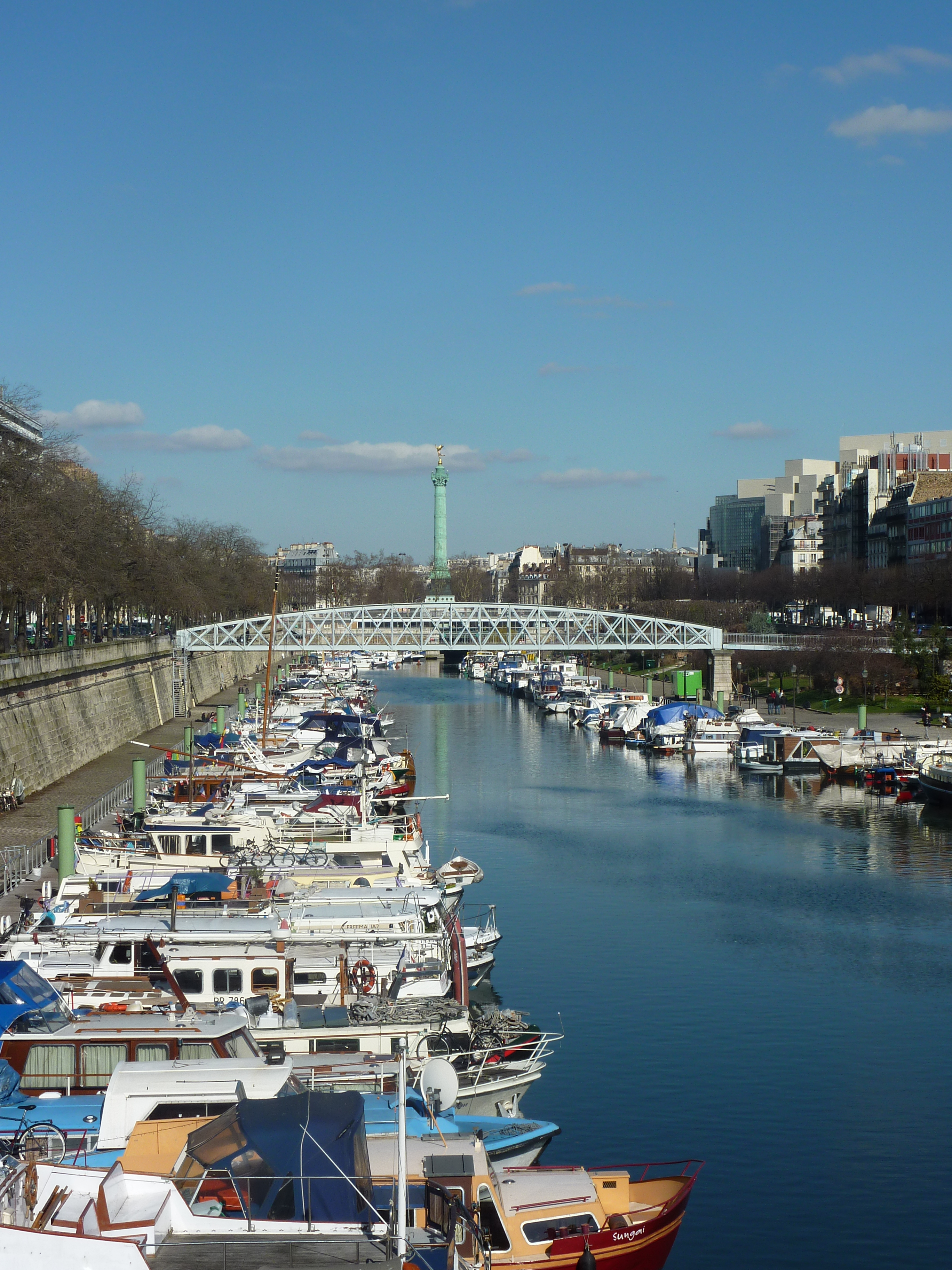
Aspecto do Porto

O Porto do Arsenal, ou Bacia do Arsenal, é um canal artificial em Paris (capital da França), que abriga uma marina margeada por um parque público, situado na fronteira entre o 4° e o 12° arrondissements de Paris. A bacia faz parte da rede de canais de Paris, ligando o Rio Sena, na altura do Cais de la Rapée através da eclusa n°9 (eclusa do Arsenal), até a entrada do Túnel aquático Saint-Martin, na altura da Praça da Bastille. Neste túnel o curso de águas navegáveis subterrâneo continua um trajeto de 2 km de comprimento, eclodindo na altura da Place de la Republique, já como Canal Saint-Martin.

## Características

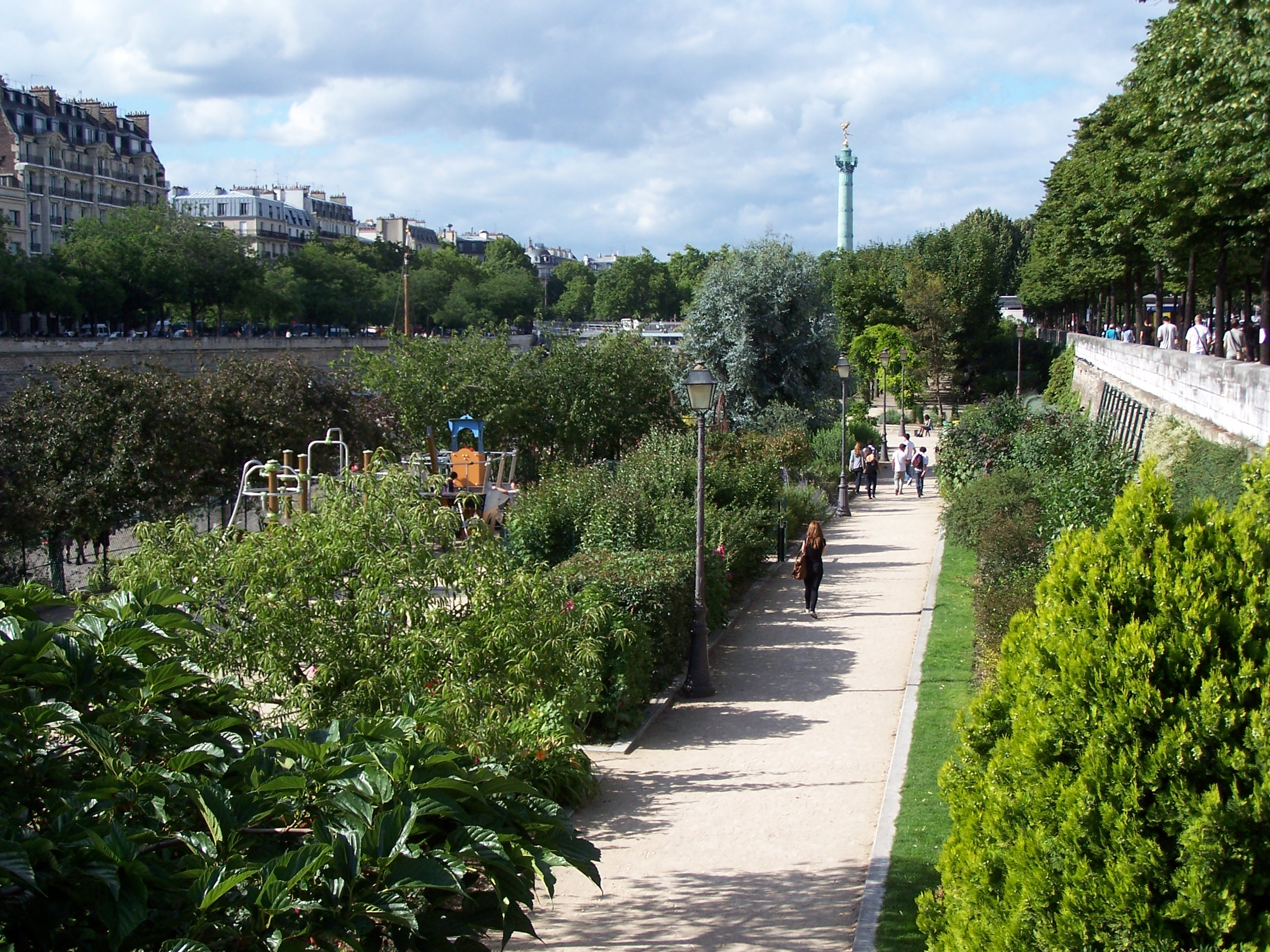
Aspecto dos Jardins do Porto

O trecho é hoje usado como centro portuário de recreação,  primariamente por iates privativos e botes recreacionais. Do local partem também barcas de excursão turística, que cruzam o Canal Saint-Martin. A marina pode acomodar 170 embarcações de tamanho médio, e as ocupações são gerenciadas pela capitania da cidade, mediante o pagamento de uma taxa diária, que inclui ancoragem e banheiros públicos. A cada ano 1300 embarcações ocupam a marina, vindos de diversas partes do mundo, como Canadá, Austrália, Reino Unido e Nova Zelândia. A ocupação média é de dois a três dias, porém alguns parisienses moram dentro de seus iates, pagando uma taxa anual à capitania. A única condição é que os barcos dos residentes fixos partam por no mínimo 21 dias ao ano, para liberar espaço na marina.
O jardim que margeia o curso das águas possui um hectare de área, com vista para a Coluna de Julho (Praça Bastille), incluindo gramados, pérgolas, canteiros de flores (sobretudo santolinas) e muitas árvores (acácias, ceanothus, actinídias e madressilvas). Existem ainda uma escultura de Henry Arnold, banheiros públicos, brinquedos e jogos infantis, além de um café-restaurante com terraço dando vista para a marina.

## História

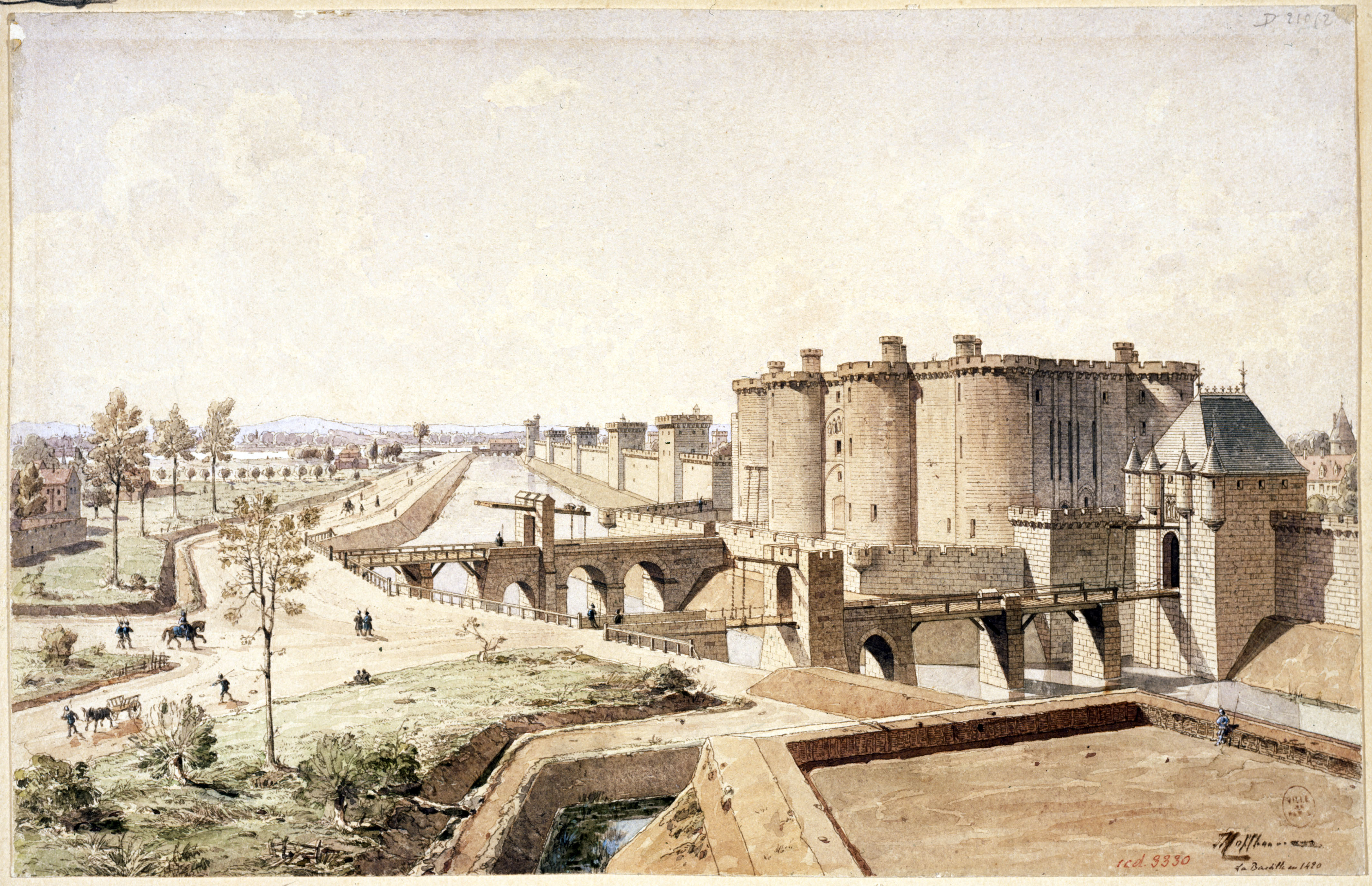
Prisão da Bastilha em 1420, entrposta entre as muralhas, e o seu fosso, que originou o atual Canal

Desde os tempos pré históricos, o local hoje ocupado pelo porto era um braço do Rio Sena. Este curso de água não foi jamais completamente seco, em virtude das frequentes cheias do Sena, e também do afluxo de água das chuvas vindo da parte mais alta da cidade, ao norte. Em 1356, o rei Charles V decide construir uma muralha de proteção nos limites da cidade. Interposta nesta muralha, foi criada uma fortificação de estrutura acastelada, que servia ao mesmo tempo como uma das portas de acesso e proteção da cidade, mas também como prisão e arsenal. Ele utilizou a ocorrência natural deste braço do Rio como limites do fosso que cercava a estrutura, que recebeu o nome de Bastilha. Os muros de pedra deste fosso estão até hoje perfeitamente preservados no lado oeste do canal do Arsenal.

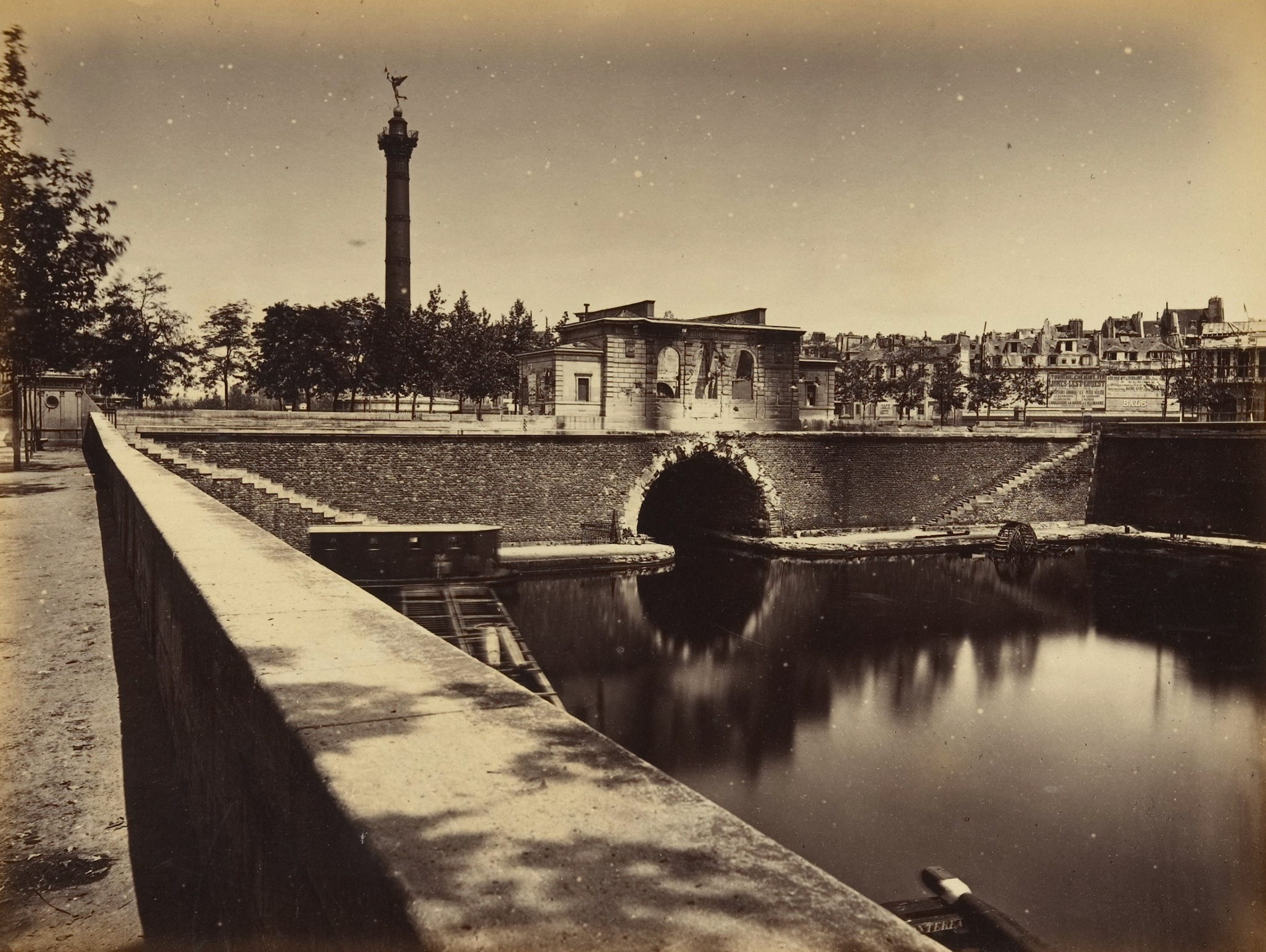
Porto do Arsenal durante a Comuna de Paris (1871)

Após a revolução francesa, a Bastilha foi destruída, e o fosso correspondendo ao canal foi escavado de modo a tornar-se navegável em épocas de cheia. Anos mais tarde, foi aberto um curso de águas navegáveis para reunir o Rio Ourcq (no norte da cidade) ao Sena, tendo-se aproveitado a Bacia do Arsenal como trecho fundamental de acesso. Este canal possuía a função de melhorar o abastecimento de água na cidade, assim como melhorar a mobilidade de cargas e pessoas.
No século XIX, com o advento da industrialização, o aumento do tráfego no canal faz do porto do Arsenal, com seus 600 metros de comprimento, um importante local de carga e descarga de mercadorias, principalmente de vinho, trigo e madeira. O auge do movimento durou até meados do século XX, quando sua atividade industrial começou a decair. Em 1983, o espaço foi transformado em Marina e sítio de navegação turística. Um parque foi construído nos terrenos circundantes.

## Galeria

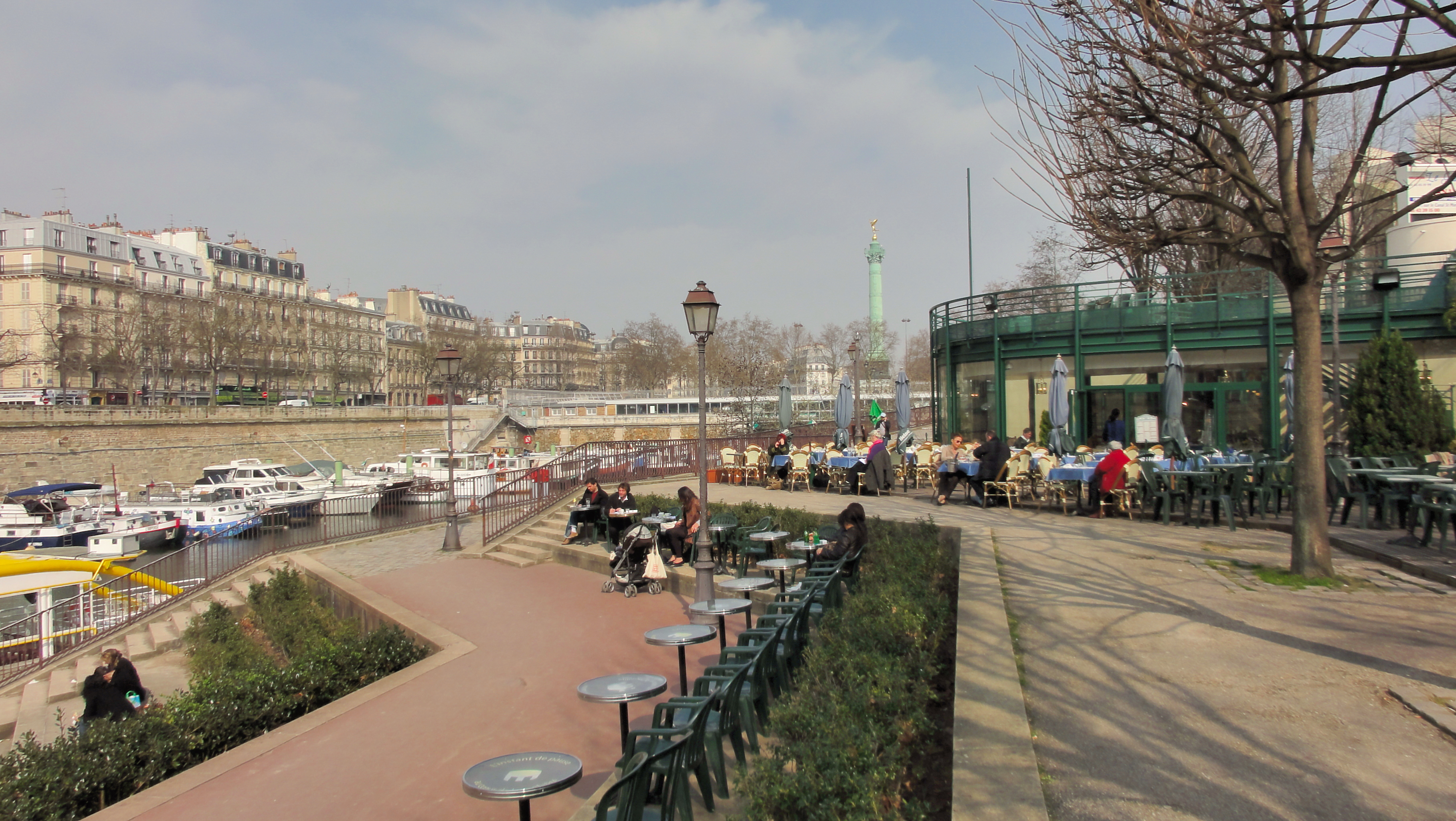
Vista do café
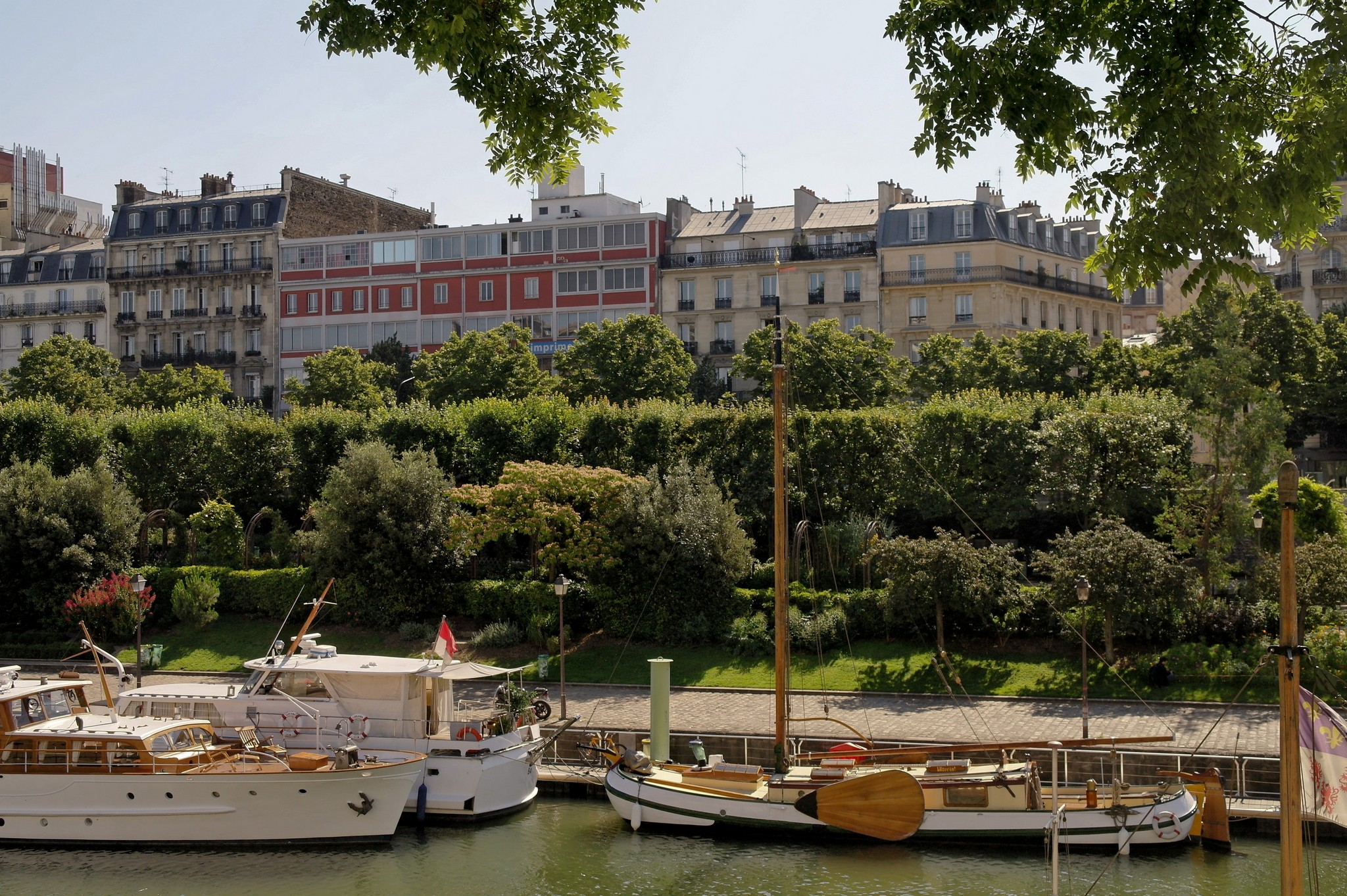
Vista da Marina
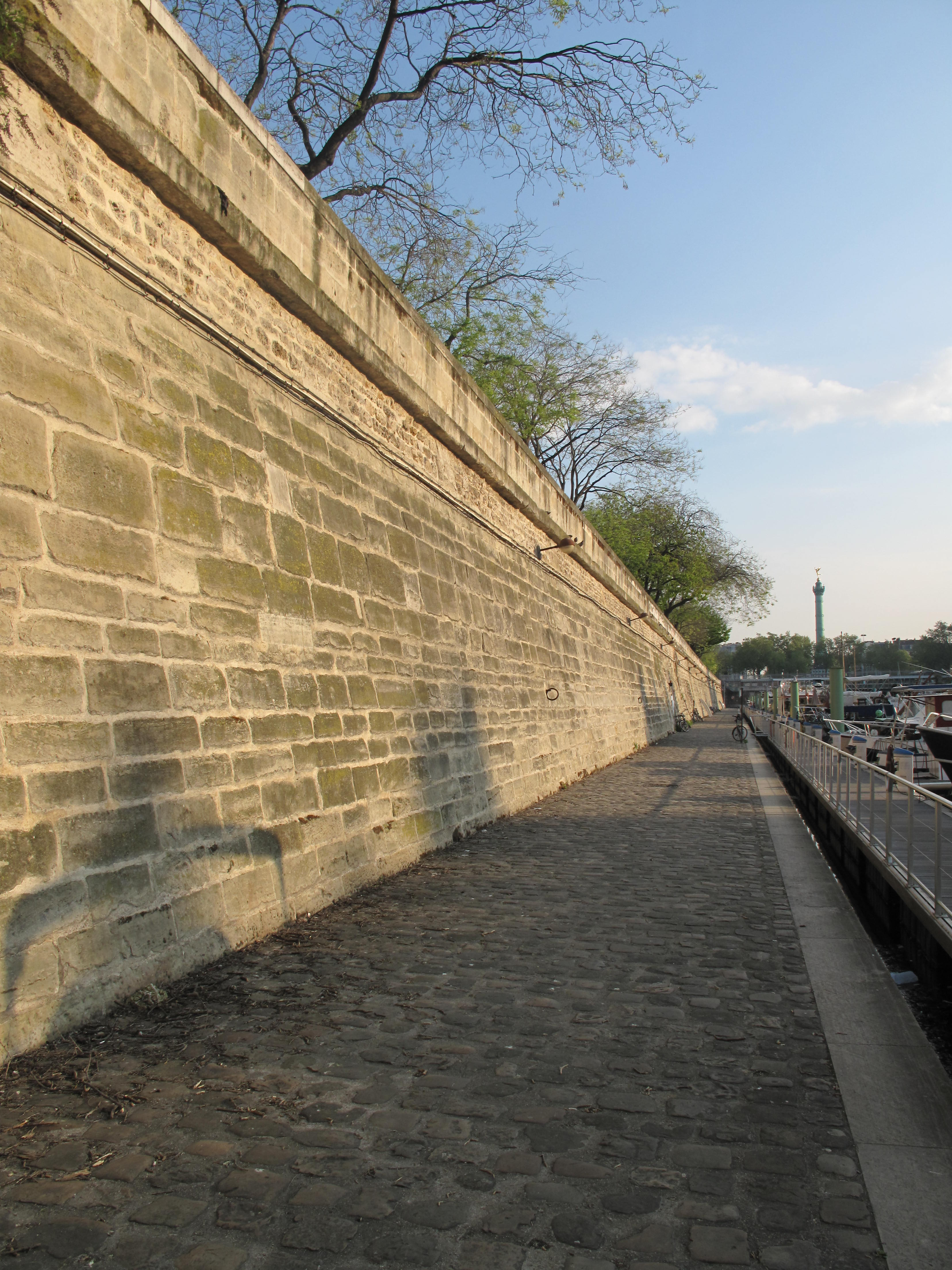
Muralhas do fosso da Bastilha completamente preservados
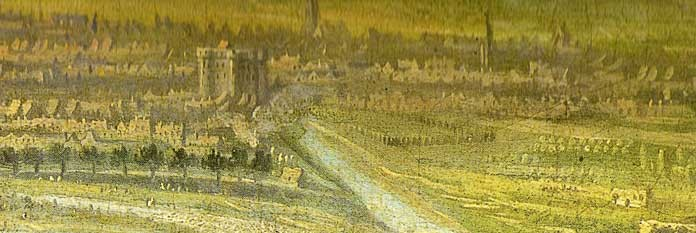
Vista da Bastilha no século XIV e o braço do Rio Sena que originaria a Bacia do Arsenal